# Marché de Carpentras
Le marché de Carpentras est un marché hebdomadaire qui se tient tous les vendredis dans le centre historique de Carpentras. Ses origines remontent à l'antiquité puisqu'au Ier siècle av. J.-C., la cité était connue sous le nom de Forum Neronis (Marché de Néron). C'est le plus ancien et l'un des plus animés marchés de Provence. Il a été l'objet d'une étude anthropologique en 1996.

## Historique du marché

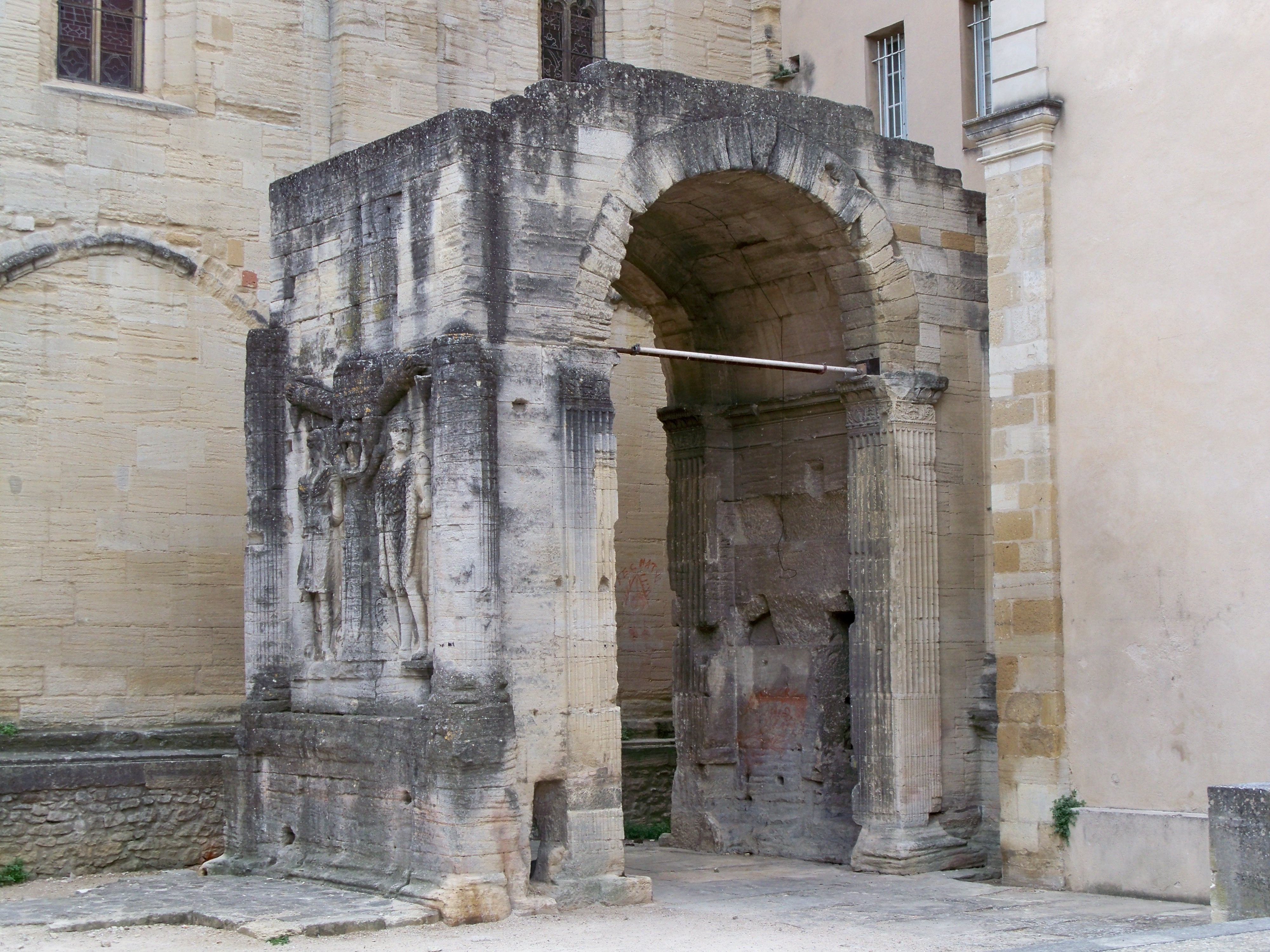
L'arc romain qui s'ouvrait sur le Marché de Néron

Les formes les plus anciennes sont Carpentoracte Meminorum au Ier siècle. Carpentoracte (nom d’origine celte) fut une place importante de commerce grâce à sa position géographique qui en faisait le centre d'axes routiers. Puis Forum Neronis (Marché de Néron) sous Tiberius Claudius Nero, l'arc romain porte toujours l’inscription Forum Néronis.
En 1155, Raymond V de Toulouse, marquis de Provence, envoya son chancelier Raous à Raymond 1er, l'évêque de Carpentras pour confirmer les privilèges du marché qui se tient à Carpentras. Au Moyen Âge, le marché se tient tous les vendredis dans le cimetière de Saint-Siffrein. Il y avait alors 200 marchands forains. Au début de la papauté d'Avignon, l'évêque Bérenger Forneri voulut, sans succès, interdire l'accès du cimetière au marché. Celui-ci s'étendit, en 1385, sur la place de la Fusterie, actuelle place des Pénitents Noirs. Au cours du XVIe siècle, il gagna tout le centre-ville. Ce fut alors que chaque production eut son lieu réservé : place aux fers, aux bènes, aux fruits, aux herbes, aux graines, aux truffes, aux bœufs, aux chevaux, agneaux, cochons, rues de l’épicerie, de la triperie, de la boucherie, de la mercerie, de la séraillerie, tanneurs etc. À chaque marchandise correspondait une taxe due à la ville. L'évêque, quant à lui, prélevait en nature la rève sur les meilleures pièces du poisson et de la viande.
- Marchés de Carpentras au début du XXe

Marchés de Carpentras au début du XXe siècle
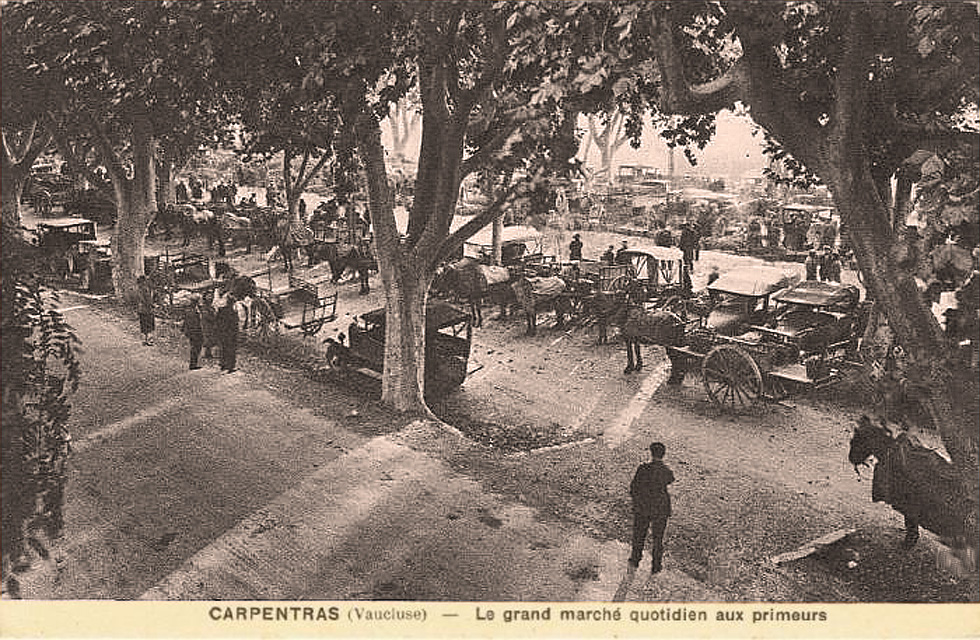
Marché quotidien aux primeurs sur les allées des Platanes
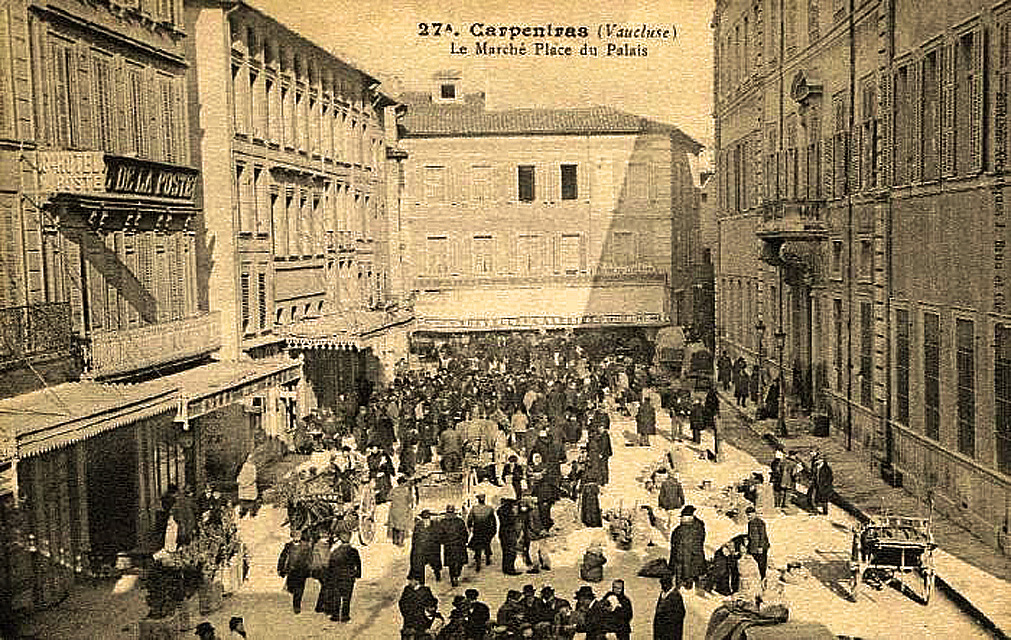
Marché du vendredi sur la place du Palais

Le canal de Carpentras, mit en fonction en 1857, permit aux agriculteurs d'irriguer leurs terres et de se lancer dans la culture maraîchère et fruitière. Cette production, grâce au chemin de fer, put bénéficier de débouchés dans le Nord de la France. Actuellement, chaque vendredi, plus de 350 commerçants forains occupent tout le centre-ville et s'étendent jusqu'au allées des Platanes. Les produits alimentaires, poissons, poulets rôtis, salaisons, pâtes fraîches, olives, huile, etc., occupent le pourtour de la mairie et la place de l'horloge. Les Platanes et la place du 25 août sont réservés aux autres productions et marchandises : mercerie, quincaillerie, outillage, tissus provençaux, chapellerie, fleurs fraîches ou séchées, habillement, etc.
Depuis la fin du XXe siècle, tous les mardis, un marché de producteurs, en vente direct, est organisé hebdomadairement, du mois d'avril au mois de septembre, au sud du centre historique. 

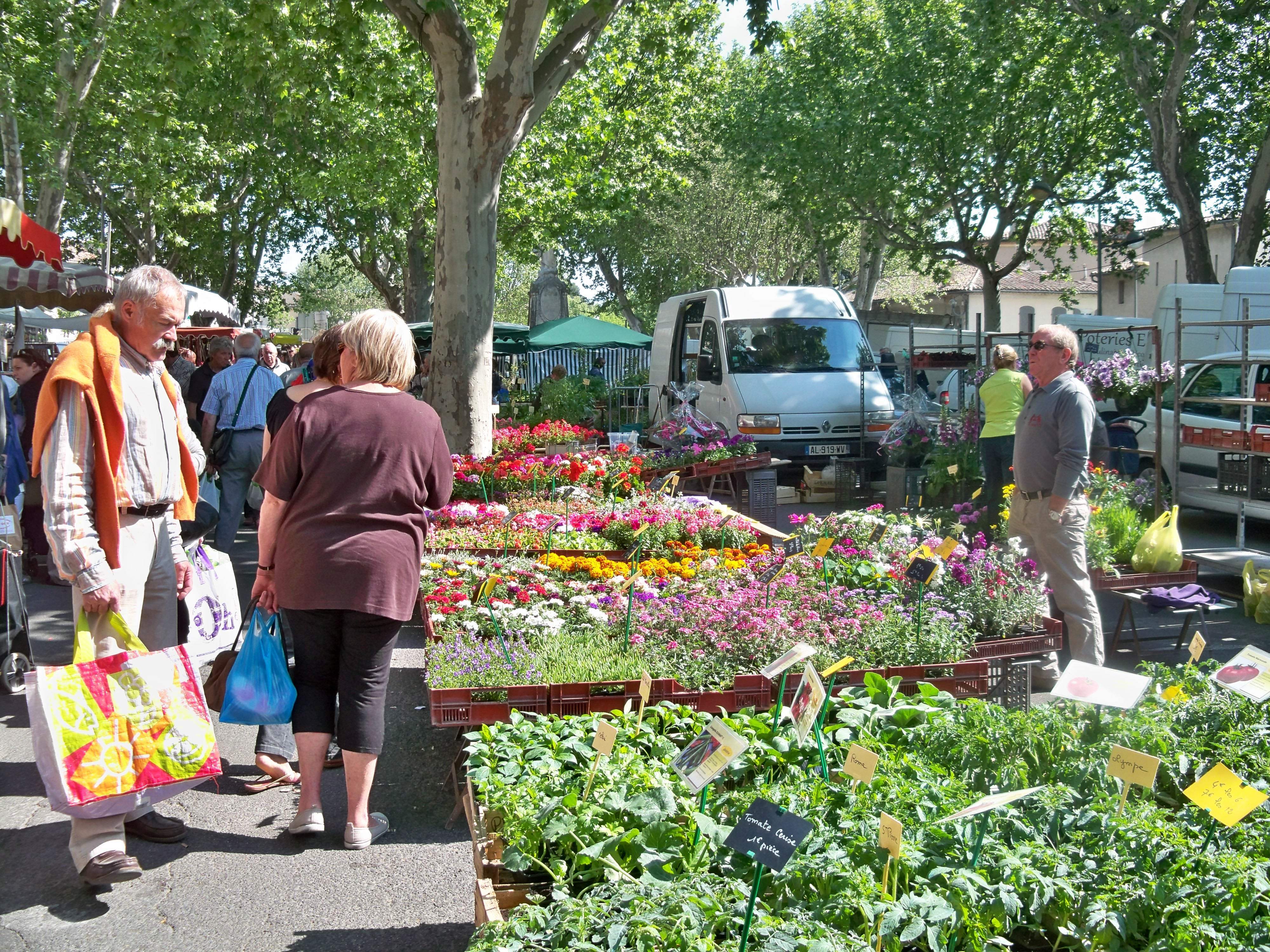
Le marché aux Platanes
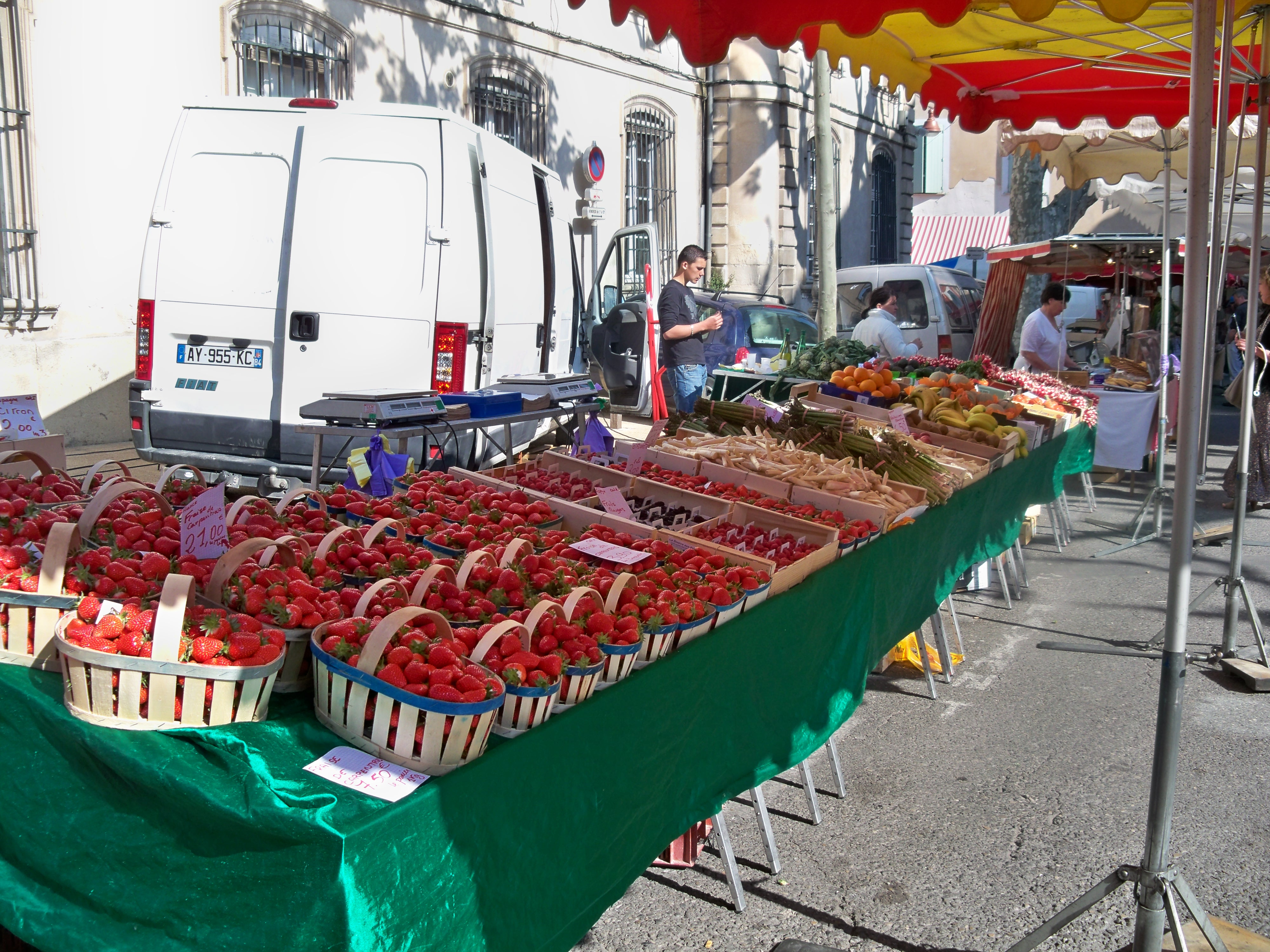
Les fraises de Carpentras
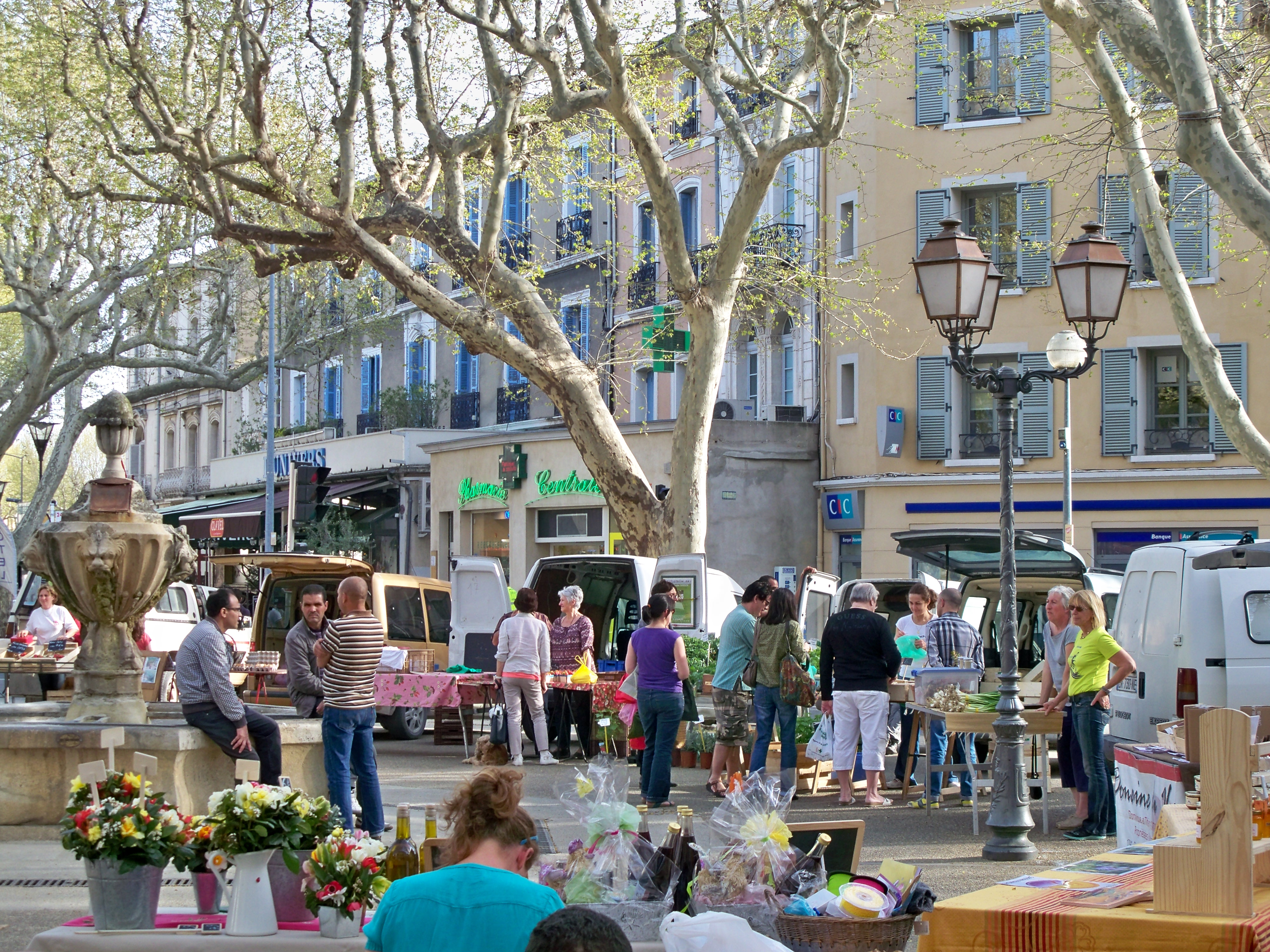
Marché des producteurs

## Anthropologie du marché
L'anthropologue Michèle de La Pradelle a décrit de la façon la plus précise ce marché provençal, mettant en exergue les relations particulières liées sur place entre forains et acheteurs. Elle explique : « Sur le marché forain de Carpentras, il m'est apparu que l'une des dimensions majeures de l'ensemble des relations nouées dans un anonymat relatif à l'occasion des achats sur les étals était la mise en scène d'une inter connaissance (ou d'une amitié) généralisée censée manifester l'appartenance à une même communauté locale ou régionale ». 
« À Carpentras, par exemple, le marché est un événement marquant de la vie de la cité qui se présente comme une célébration de l’identité locale. Or, beaucoup de chalands viennent d’ailleurs. On y trouve beaucoup de touristes ou de gens qui ne sont pas originaires de la ville. Si bien que pour être partie prenante de cet événement, on se doit d’affirmer une appartenance locale fictive ou non, simplement pour en être. Cette revendication passe en partie par la neutralisation des identités des acteurs. Et cette indifférenciation des identités a pour effet de produire une égalité formelle de tous les partenaires. On fait comme si on ignorait qui est l’autre. Selon Michèle de La Pradelle, c’est sur ce principe d’une égalité de circonstance que fonctionne l’échange marchand ».

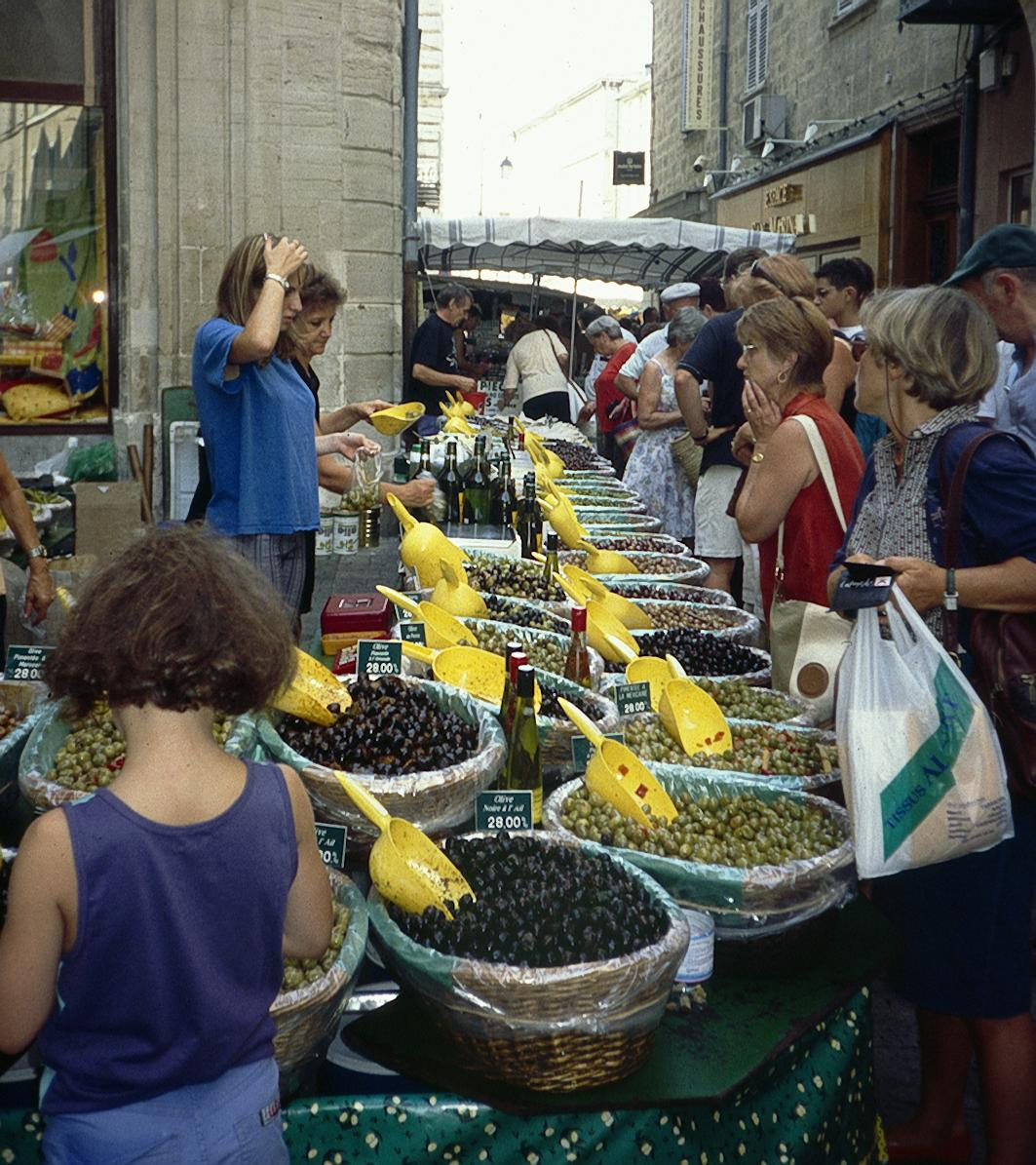
Étal d'olives au marché

Le marché forain de Carpentras peut même fonctionner comme un exemple dans sa singularité. Carpentras n'est pas économiquement dépendante de son marché du vendredi, mais pourtant il tient une grande importance dans la vie de la cité. Marché forain et commerce sédentaire semblent deux formes de vente plus complémentaires que rivales. « Le marché forain n'est pas une réunion d'experts, mais une cérémonie collective dont chacun est à la fois acteur et spectateur ». Tous collaborent à l'entreprise : « Il n'y a pas deux sortes d'acteurs, les uns, actifs, qui créeraient le marché, et les autres, passifs, qui l'utiliseraient. La description anthropologique montre que le marché est tout autant ce qu'en font les chalands ou les badauds; il est l'effet de leurs multiples parcours et des opérations à la fois semblables et inédites par lesquelles chaque vendredi ils répètent l'évènement ».

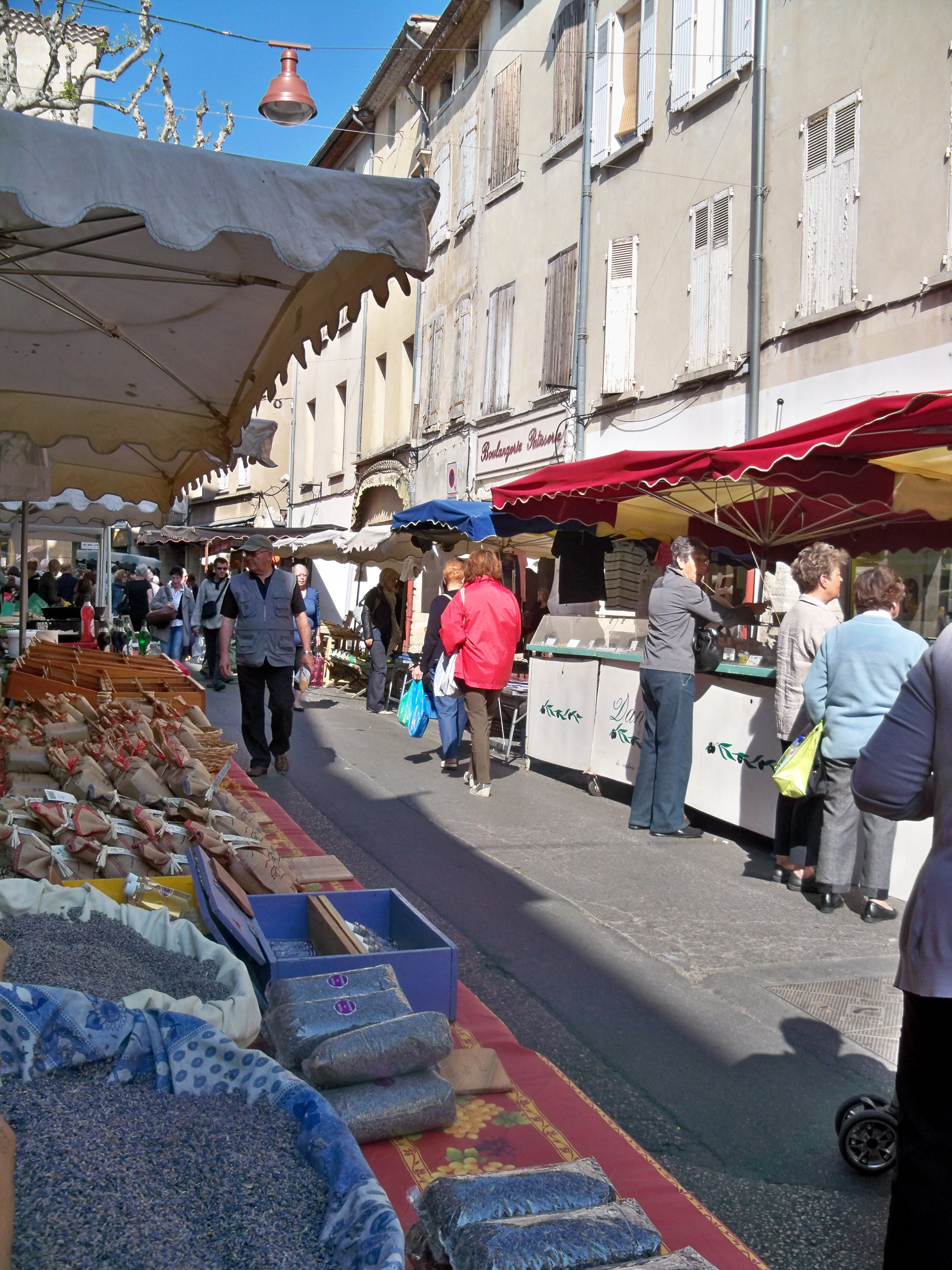
Faire tranquillement son marché, le cabas à la main, en bavardant d'étal en étal au hasard des rencontres

Pour que vendeur et acheteur s'y retrouvent, le marché forain dépend de la mise en place d'une «économie de la séduction». Deux principes régissent ce type de marché en Provence le prix des marchandises est secondaire, et tout doit rappeler le divertissement. Ici, il n'est pas question « d'exhiber sa peine, de se plaindre de son sort, de s'agiter fébrilement, sauf si l'on joue pour rire au commerçant affairé: rien ne doit entacher le spectacle que donne le forain de son bonheur à vendre au marché ».
La signification de ce marché se comprend mieux par comparaison avec un supermarché. Dans ce dernier, conçu pour concilier la rationalité de la distribution et la socialité du marché, chacun reste cantonné dans son groupe, le plus souvent familial. L'acheteur, dans un centre commercial, est simple consommateur, sur le marché il change de statut puisqu'il devient « amateur de discussions interminables ou flâneur invétéré ». Il joue ce rôle avec le marchand forain sur un terrain d'égalité. Le marché devient alors un simulacre d'agora, une éphémère communauté où l'on refait un monde. Pour Michèle de La Pradelle, « la fête du vendredi, autocélébration d'une communauté de circonstance, brise la routine domestique ou professionnelle, suspend les statuts et les règles ». Pour tout un chacun, faire le marché, « c'est se situer dans une histoire locale, reprendre à son compte une tradition dont on se sent tributaire ».
C'est dans ce cadre que le marché de Carpentras est exemplaire, et devient un des symboles contemporains du marché en Provence. Le but de ceux-ci, en mettant en scène une communauté créée de toutes pièces est tout d'abord de « faire tranquillement son marché, le cabas à la main, en bavardant d'étal en étal au hasard des rencontres », mais c'est aussi jouer à être d'un autre temps « La pérennité ou le succès des marchés sont donc à mettre au compte de cette intense consommation d'inactuel que fait notre monde actuel. Un marché est une production collective d'anachronisme, et, en cela, il répond à une logique contemporaine ». Logique utopique où les barrières sociales doivent s'estomper et où la lutte pour la reconnaissance se doit de faire une pause. Ce qui permet à Michèle de La Pradelle de conclure « Alors, sur le coup de midi, se donne à voir le spectacle improbable d'une société où l'autre est traité comme un semblable et dont personne n'est exclu. Chacun peut ainsi s'offrir un peu partout et à peu de frais, en joignant l'utile à l'agréable, ce petit frisson d'égalité du vendredi matin à Carpentras ».

## Facilité d'accès
Afin de faciliter les déplacements et stationnements en centre-ville de Carpentras, les jours de marché, la communauté de communes mis en place un parking gratuit excentré, accompagné d'une navette, gratuite elle aussi, à disposition de la population et des touristes.

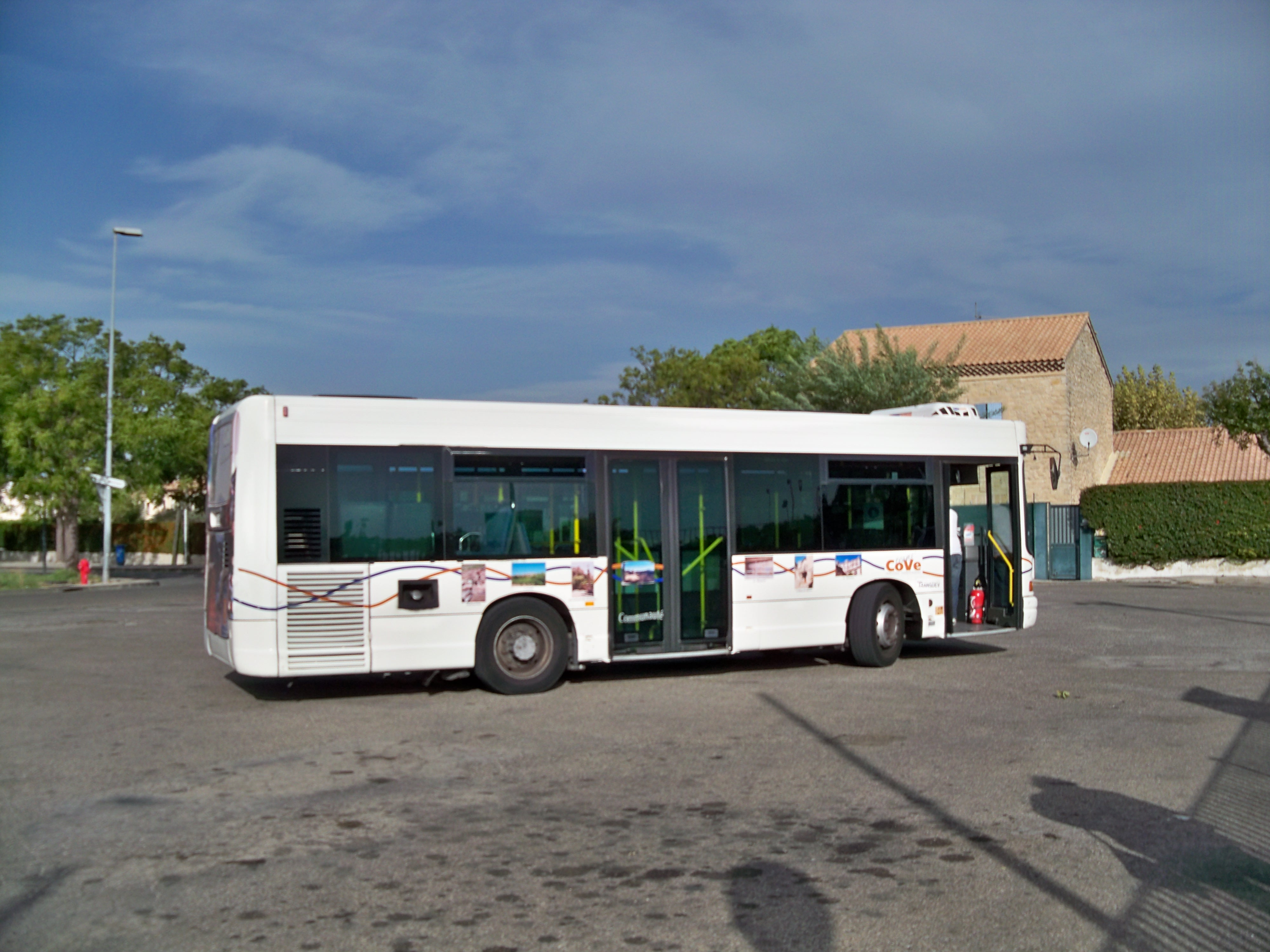
Navette gratuite au départ du
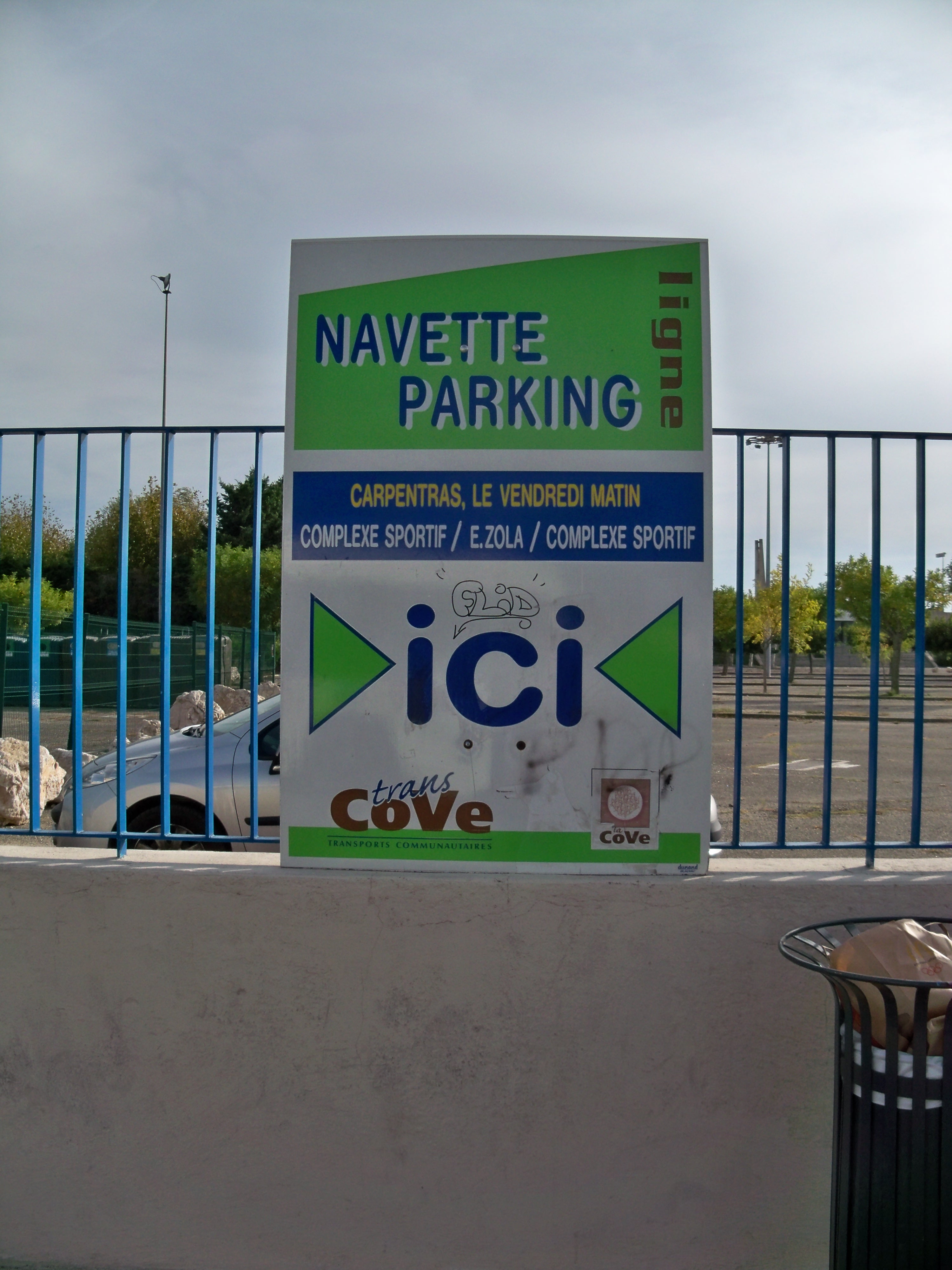
camping municipal